# Ellerman (cráter)

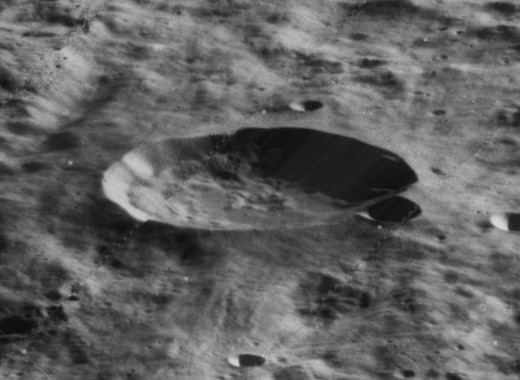
Imagen oblicua desde el Lunar Orbiter 5, mirando al oeste

Ellerman es un cráter de impacto situado en la cara oculta de la Luna, dentro del manto exterior de material expulsado que rodea la cuenca de impacto del Mare Orientale, y al oeste de la cordillera Montes Cordillera. Al noroeste de Ellerman aparece el cráter Gerasimovich, de mayor tamaño.
|  |  |

Probablemente debido a su ubicación entre zonas escarpadas, el borde circular de este cráter es algo irregular y de forma poligonal. El material suelto a lo largo de las paredes interiores se ha deslizado hacia el centro para formar un anillo de taludes alrededor de la base, dejando paredes que se inclinan hacia abajo sin terrazas. Presenta un pequeño cráter en la parte superior del borde norte.